# Mobb Deep
A Mobb Deep amerikai rapegyüttes. A New York-i duó 1992 óta volt aktív, és összesen hét albumot adtak ki, amelyek közül több is arany- vagy platinalemez lett az USA-ban. Mindkét rapper szólóalbumot is kiadott.

## A zenekar története
Havoc és Prodigy az 1980-as évek végén kezdtek el rappelni. Egyik első igazán meghatározó számuk a ’’Shook Ones. Pt II’’. Első albumuk nem fogyott jól, és a többi akkori előadó még nem vette őket komolyan és lenézték őket.
Nem sokkal ezután már sokan felfigyeltek a fiatal queensi MC párosra, és az ő zenéjüket tartják a mai napig az egyik leghitelesebb keleti parti Hardcore Rapnek. Harmadik albumuk a Billboard listáján az előkelő hatodik helyet foglalta el olyan előadók mellett, mint Nas, The Notorious B.I.G. vagy a Wu-Tang Clan.
Több mint három millió lemezt adtak el, és koncertjeik tömegeket vonzottak.

## Diszkográfia
- Juvenile Hell (1993)
- The Infamous (1995)
- Hell on Earth (1996)
- Murda Muzik (1999)
- Infamy (2001)
- Amerikaz Nightmare (2004)
- Blood Money (2006)
- The Infamous Mobb Deep (2014)